# Złoty Groń
Der Złoty Groń (deutsch: Goldener Gipfel) ist ein Berg in Polen. Er liegt auf dem Gemeindegebieten von Istebna. Mit einer Höhe von 710 m ist er einer der niedrigeren Berge im südlichen Ausläufer des Barania-Kamms der Schlesischen Beskiden. Der Berg ist ein beliebtes Touristenziel.

## Tourismus
- Auf den Gipfel führen mehrere markierte Wanderwege von Istebna
- Auf den Gipfel führet eine Seilbahn von Istebna
- An seinen Hängen befindet sich das Skigebiet Złoty Groń Istebna